# Callirhipis cyaneicollis
Callirhipis cyaneicollis là một loài bọ cánh cứng trong họ Callirhipidae. Loài này được Waterhouse miêu tả khoa học đầu tiên năm 1877.